# Leptogaster javanensis
Leptogaster javanensis är en tvåvingeart som beskrevs av Meijere 1914. Leptogaster javanensis ingår i släktet Leptogaster och familjen rovflugor. Inga underarter finns listade i Catalogue of Life.